# Нірруті
Нірруті — древня індуїстська богиня, котра згадується ще в Рігведі. Відомо про неї мало. Пізніше вона стає охоронцем (локапалом) Південно-Західної сторони світу. Ніррті згадується в Деві-Бхагавата пурані, що відноситься здебільшого до тантричних писань . В одному гімні Рігведи (X.59), вона згадується кілька разів. У Атхарва Веді (V.7.9), вона описується як та, що має золоті дворці і примарні замки. У Тайттірія брахмана (I.6.1.4), Ніррті описується як темна, одягнена в темний одяг. У Шатапатха брахмана (X.1.2.9), вона пов'язана з болем. Загальний образ богині нагадує Шакті 

## У популярній культурі
Ніррті символ в телесеріалі Зоряні ворота SG-1. Вона є одним з Гоа'улдів системи лордів, зображується актриса Жаклін Samuda. 
У відео-грі Ninja Gaiden 2, подвійного руках мечі мають техніку, звану клинок Ніррті. 
У романі Роджера Желязни "Володар Світла", на планеті, колонізованій людьми з вельми передовими технологіями, частина екіпажу колонізаторів видають себе за богів індуїзму. Нірріті Чорний є одним з їхніх ворогів. 

## Іконографія
Руки — дві.
Об'єкти в руках — в правій руці меч (кхаджа), в лівій руці — щит (кхетака) або жезл (гада).
Вахана — лев, людина або баран.
Різне — Дороге вбрання. Оточений ракшасами (демонами), сімома небесними дівами апсарами, а також чотирма його дружинами — Деві, Крішнангі, Крішнаваданою і Крішнапашою. Апсари, що супроводжують Нірруті, прекрасні, посміхаються, мають великі груди, повні стегна і тонкі талії.